# TAD-systeem
Het TAD-systeem is een Nederlands anti-duiksysteem voor motorfietsen dat in 1983 werd ontwikkeld door Theo van Eijden. Het was er zowel in pneumatische als hydraulische uitvoering. In tegenstelling tot de meeste anti-duiksystemen in die tijd werkte TAD niet op de demping maar op de vering van de voorvork.